# Filip Nikolic
Pour les articles homonymes, voir Nikolic.
Filip Nikolić, né le 1er septembre 1974 à Saint-Ouen en banlieue parisienne, et mort le 16 septembre 2009 à Paris 8e, est un chanteur et acteur français.
Il était membre du boys band français 2Be3.

## Biographie

### Jeunesse
Filip Nikolic est le fils de Nikodije (1946-2020) et Sladinka Nikolic, couple de serbes  immigrés en France. Sa langue maternelle est le serbe. 
Il grandit à Longjumeau, dans l'Essonne, où il fait la connaissance de Frank Delay et d'Adel Kachermi. Ces deux derniers se sont rencontrés au collège Louis-Pasteur de Longjumeau. Dès cette période, ils imaginent de créer ensemble un groupe de musique et de danse. En 1990, Filip Nikolic, Frank Delay, Adel Kachermi et deux autres amis fondent le groupe 2Be3. Il en sera le chanteur leader
Nikolic pratique la gymnastique depuis son enfance et atteint un excellent niveau : en 1994, il devient champion de France de gymnastique par équipe en Ligue Nationale 2.
En 1996, peu de temps avant le début du succès des 2Be3, il participe avec Frank Delay au concours des plus beaux mannequins français dans l'émission Si on chantait sur TF1. Il remporte le concours.

### Succès avec 2Be3

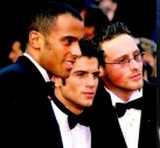
Les 2Be3 au festival de Cannes 1999.

Remarqué en 1996 lors du concours de mannequins français sur TF1, Nikolic est approché par une maison de disques, mais il réussit à imposer un essai pour son groupe, en compagnie de ses deux proches amis Frank Delay et Adel Kachermi. Le succès est immédiat.
Le groupe 2Be3 devient l'un des premiers boys bands français, et perce grâce à son premier tube Partir un jour,   sur l'album éponyme vendu à plus de 2 millions d'exemplaires.[réf. nécessaire]. Le groupe vend plus de cinq millions de disques entre 1996 et 2003.[réf. nécessaire]
Il joue son propre rôle en 1997 dans une sitcom AB Productions pour le Club Dorothée de 40 épisodes, Pour être libre, qui retrace l'histoire du groupe. 
En 1998, il est intronisé au musée Grévin à Paris.

### Acteur
Après l'aventure 2Be3, Filip Nikolic se lance dans une carrière de comédien. Il joue d'abord dans le film américain Simon Sez en 2000 aux côtés de Dennis Rodman. On le retrouve ensuite dans la série Navarro de 2001 à 2005, puis de 2006 à 2008 dans Brigade Navarro. Il participe à plusieurs courts métrages comme Trou de mémoire et Fantasmes de Franck Llopis ou bien encore Le Cas d'Ô d'Olivier Ciappa. Il tourne également dans un court métrage du réalisateur serbe Stoïane Stoïchitch (en serbe Stojan Stojčić), L'Île aux mouettes et dans Fracassés de Franck Llopis aux côtés de Vincent Desagnat.
En 2006, il participe à l'émission de télé réalité Je suis une célébrité, sortez-moi de là ! sur TF1 et termine à la seconde place.
Il fait ses premiers pas au théâtre dans la pièce Viens chez moi, j'habite chez une copine en tournée en France de 2006 à 2007.
En août 2009, il démarre une tournée théâtrale avec Drôle de parents, aux côtés de Maurice Risch et de Julie Arnold.

### Carrière musicale en solo
Durant plusieurs années, Filip Nikolic préparait activement son premier album solo. Celui-ci devait sortir fin 2009. Aujourd'hui, grâce à son parolier, producteur et ami Sylvain Moraillon, son album solo L'ange est là est disponible, depuis le 23 février 2011, en numérique sur ITunes et Amazon. Bien qu'inachevé, l'album est tout de même composé de huit chansons et d'un titre remixé.

### Mort

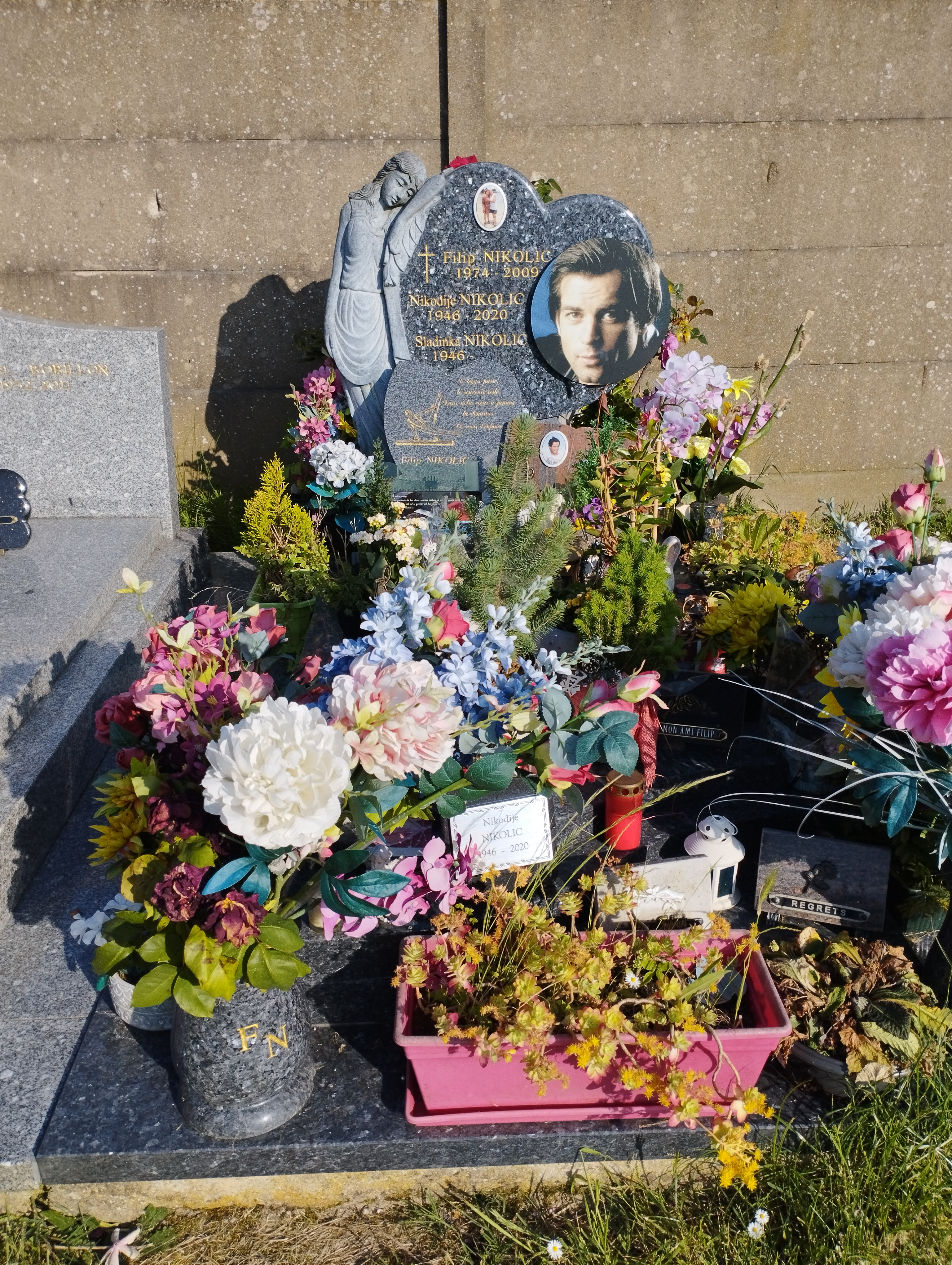
Tombe de Filip Nikolic au cimetière de Longjumeau.

Il est retrouvé mort à son domicile le 16 septembre 2009. Selon son avocat, François Gibault, il a succombé à un arrêt cardiaque  lié à une absorption relativement importante de somnifères par un sujet épileptique souffrant par ailleurs d'une addiction à l'alcool. La thèse du suicide est rapidement écartée car « La veille, il avait prévu d’amener sa fille à son cours de danse », a déclaré son ancienne compagne, Valérie Bourdin.
Ses obsèques sont célébrées le 24 septembre en l'église orthodoxe de Sainte-Geneviève-des-Bois, avant l'inhumation au cimetière de Longjumeau (Essonne), ville de résidence de ses parents.

### Vie privée
Peu avant sa mort, sa compagne depuis 1998, Valérie Bourdin, avait quitté Filip Nikolic en février 2009 avec leur fille, Sasha, née en janvier 2005. Approchée par un éditeur, Valérie Bourdin publiera une biographie de l'artiste : Filip, pour la vie, sortie le 16 avril 2010.

## Anecdote
La ville où il a grandi, Longjumeau, a donné son nom à une salle de gymnastique le 18 juin 2010.

## Filmographie

### Cinéma
- 1999 : Simon Sez : Sauvetage explosif (Simon Sez) de Kevin Elders,: Michael Gabrielli
- 2001 : Philosophale de Farid Fedjer
- 2002 : L'Île aux mouettes de Stojan Stojčić (court-métrage)
- 2002 : Trou de mémoire de Franck Llopis (court-métrage)
- 2003 : Le Cas d'Ô d'Olivier Ciappa (court-métrage) : le marchand
- 2004 : Fantasmes de Franck Llopis (court-métrage)
- 2008 : Fracassés de Franck Llopis : Marc

### Télévision
- 1997 : Pour être libre (série télévisée) : Filip (40 épisodes)
- 2002-2006 : Navarro (série télévisée) : Yann Boldec (25 épisodes)
- 2007-2009 : Brigade Navarro (série télévisée) : Yann Boldec (8 épisodes)

## Théâtre
- 2006-2007 : Viens chez moi, j'habite chez une copine
- 2009 : Drôle de parents